# Cyclostremiscus cubanus
Cyclostremiscus cubanus is een slakkensoort uit de familie van de Tornidae. De wetenschappelijke naam van de soort is voor het eerst geldig gepubliceerd in 1933 door Pilsbry & Aguayo.